# Júpiter e Ío
Júpiter e Ío (en italiano, Giove e Io) es un cuadro del pintor italiano Antonio Allegri da Correggio. Está realizado en óleo sobre lienzo, y fue pintado hacia 1531-1532. En la actualidad, se conserva en el Museo de Historia del Arte de Viena, Austria. En esta obra y El rapto de Ganimedes, Correggio alcanza la cima de sus posibilidades artísticas.
Esta obra fue pintada como pieza que acompañaba a la citada El rapto de Ganimedes, conservada también en ese museo de Viena. Los dos cuadros, junto con otra pareja, la Dánae que se conserva en Roma y la Leda con el cisne de Berlín, forman un ciclo de cuatro telas pintadas por Correggio a partir del año 1530, con el título de «Los amores de Júpiter», encargada por Federico II Gonzaga para decorar la Sala de Ovidio en el Palazzo Te de Mantua; no obstante, fueron un regalo para el emperador Carlos V y en consecuencia, el ciclo fue dispersado fuera de Italia.
Ío era, según la mitología griega, una doncella de Argos, hija de Ínaco y sacerdotisa de Hera (o hija del rey Yaso), a la que Zeus (dios griego del que es equivalente el Júpiter romano) visitó transformado en una gran neblina y aprovechó para arrebatarle su virginidad. Todo ello aparece narrado en Las metamorfosis de Ovidio, libro que se convirtió en fuente literaria de temas para la pintura manierista y la barroca. El cuadro representa el momento de la unión carnal entre Ío y Zeus que la envuelve en forma de nube, abrazándola. No resulta fácil representar a un hombre disfrazado de nube haciendo el amor a una joven: aquí lo resuelve haciendo entrever una mano y un rostro de hombre en la nube.
Es de destacar el contraste entre la evanescente figura del inmaterial Júpiter, y la sensualidad sustancia del cuerpo de Ío, que se muestra perdido en un rapto erótico que anticipa las obras de Bernini y Rubens.
El efecto cromático se basa en el contraste entre el cielo, dibujado con densas nubes oscuras, y la blanca figura de Ío, en una postura retorcida típicamente manierista. El cuerpo está colocado en forma serpentinata, esto es, de S, y es una disposición propia de Correggio que luego imitaron los pintores barrocos.
El ciervo que está bebiendo agua, figura situada en la esquina inferior derecha del cuadro, no aparece en la historia de Ovidio. Puede referirse a que el padre de Ío era Ínaco, un oceánida o dios fluvial.